# Nancy Osbaldeston

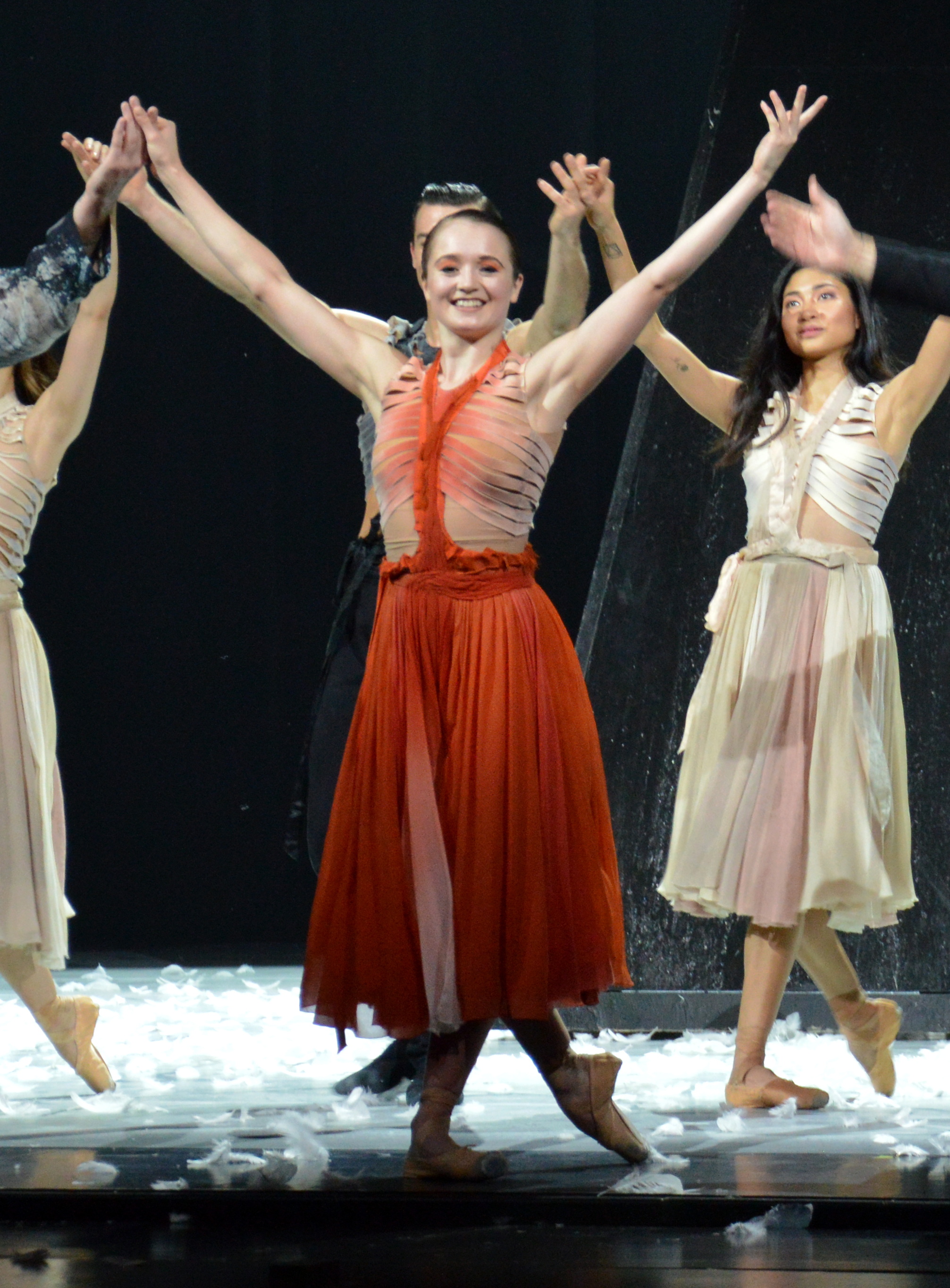
Nancy Osbaldeston tijdens het applaus voor L'Oiseau de Feu van Sidi Larbi Cherkaoui voor Ballet Vlaanderen, oktober 2017

Nancy Osbaldeston (1989) is een Brits ballerina.
Osbaldeston is afkomstig van Putney en studeerde aan de Cardwell Theatre School in Altrincham en de English National Ballet School in Londen. Van 2008 tot 2014 danste ze bij English National Ballet Company. Voor haar rol in Petrushka werd ze genomineerd voor een National Dance Award for Outstanding Female Classical Performance. In 2013 won ze de Emerging Dancer Award van het Engels ballet. Sinds 2014 maakt ze deel uit van Ballet Vlaanderen. Ze begon er als halfsoliste, werd in 2016 gepromoveerd tot soliste en is sinds 2017 principal.